# Micromidia convergens
Micromidia convergens là loài chuồn chuồn trong họ Synthemistidae. Loài này được Theischinger & Watson mô tả khoa học đầu tiên năm 1978.